# Time to Amplitude Converter
Ein Time to Amplitude Converter (TAC) (deutsch: Zeit-zu-Amplituden-Umwandler) ist ein Gerät, das ein Ausgangssignal mit einer Amplitude proportional zum Zeitintervall zwischen Eingangs „Start-“ und „Stopp-“Impulsen erzeugt. Die Amplitudenverteilung der Ausgangsimpulse wird dann in der Regel von einem Multichannel-Analyzer (Vielkanalanalysator) aufgezeichnet. Sie ist somit ein Maß für die Verteilung der Zeitintervalle zwischen den Start- und Stopp-Impulsen und wird oft als „Zeitspektrum“ bezeichnet.
Der Time to Amplitude Converter wurde 1942 von Bruno Rossi erfunden, um damit die Zerfallszeit des Myons zu ermitteln.
Die große Popularität des TAC für die Messung von Zeitintervallen resultiert aus der breiten Verfügbarkeit von Vielkanalanalysatoren in den meisten Messlaboratorien. Durch Umwandeln des Zeitintervalls in eine dazu proportionale Impulsamplitude, erlaubt ein TAC die Verwendung unterschiedlicher Verfahren zur Analyse und Speicherung der Pulsamplituden als Ersatz für die direkte Messung des Zeitintervalls.
Eine der wichtigsten Eigenschaften des TAC ist die Linearität des Umwandlungsverhältnisses zwischen Zeitintervall und Amplitude. Um diese Linearität zu testen, bedarf es der Einführung fester Verzögerungen von bekannter Größe zwischen den Start- und Stopp-Impulsen. Für Zeitperioden bis zu einigen hundert Nanosekunden kann dies beispielsweise durch die Verwendung von Koaxialkabeln unterschiedlicher Längen realisiert werden.
Es sind zwei unterschiedliche Typen von TACs bekannt:
- Der overlap (Überlappungs-)Typ basiert darauf, die Überlappung zwischen den zugeführten  (Rechteck-)Start-Stopp-Pulsen zu messen. Stimmen diese beiden Impulse überein, so liegt eine vollständige Überlappung vor; sind sie hingegen eine Pulsbreite voneinander entfernt, so besteht keine Überlappung. Daher wird die Zeit zu Amplituden-Umwandlung (TAC) durchgeführt, wenn ein Ausgangsimpuls generiert wurde, dessen Amplitude den Überlappungsbereich einschließt. Der Hauptvorteil dieses Typs von TACs besteht darin, dass er im Vergleich zu anderen Methoden sehr schnelle Messungen erlaubt. Dahingegen ist die Linearität des Umwandlungsverhältnisses zwischen Zeitintervall und Amplitude recht dürftig, daher wird dieser Typus vor allem dann verwendet, wenn der Hauptfokus auf maximalen Zählraten liegt.
- Beim Start-Stopp-Typ wird durch den Startimpuls eine Schaltung aktiviert, die z. B. zum Aufladen eines Kondensators durch eine Konstantstromquelle führt. Dies wird solange fortgesetzt, bis der Stopp-Impuls eintrifft. Dabei erzeugt der konstante Strom eine linear ansteigende Spannung im Kondensator. Dieser Typ weist eine wesentlich bessere Linearität auf  und wird daher häufig für Messungen mit geringeren Zählraten verwendet.